# Annette Krisper-Beslic
Annette Krisper-Beslic (vormals Peuker-Krisper, geborene Krisper; * 23. Mai 1949 in Leipzig) ist eine deutsche Graphikerin und Malerin.

## Leben
Annette Krisper-Beslic besuchte von 1963 bis 1967 die Erweiterte Oberschule „Gerhart Hauptmann“ in Zwickau. Nach dem Abitur studierte sie von 1967 bis 1972 Freie Grafik an der Hochschule für Grafik und Buchkunst Leipzig, vor allem bei Rolf Kuhrt, Fritz Fröhlich und Hans Mayer-Foreyt. Danach arbeitete sie freischaffend in Leipzig, bis 1975 zeitweilig auch in Zwickau. Sie ist eine namhafte Vertreterin der Leipziger Schule. Ab 1981 war sie im aktiven Hochschuldienst an der heutigen Burg Giebichenstein Kunsthochschule Halle, ab 1994 bis zu ihrer Emeritierung 2014 als Professorin für Bildnerische Grundlagen, Malerei, Grafik. Von 1972 bis 1990 war Annette Krisper-Beslic Mitglied im Verband Bildender Künstler der DDR, ab 1990 des Bunds Bildender Künstlerinnen und Künstler Leipzig.
Von 1971 bis 1985 war sie mit dem Maler Wolfgang Peuker verheiratet.

## Darstellung Annette Krisper-Beslics in der bildenden Kunst
- Wolfgang Peuker: A. P. (1986, Öl auf Hartfaser, 72 × 65 cm; Nationalgalerie Berlin)[3]

Wolfgang Peuker
„Annette vor Toledo im Gewitter“
1977 Tafelbild, Öl
Privatbesitz
Wolfgang Peuker Triptychon „Zur selben Stunde“ (linker und rechter Flügel)
Im Bestand des Museums der Bildenden Künste Leipzig
Stelzmann, Volker
Tafelbild „Bildnis A.K.“ Öl 1980/81
Müller-Jontschewa,Alexandra
„Porträt Annette“
Tafelbild Öl 1977(?)
Annette Krisper-Beslic (Annette Peuker-Krisper)
„Selbstbildnis in El Escorial“
Tafelbild Öl 1987
„Venezia, Ponte dei sospiri, Wolfgang und ich“ Tafelbild,Öl,1985
U.v.A.

## Werke (Auswahl)

### Tafelbilder (Auswahl)
- Friedrich Hölderlin 1806. (Mischtechnik; 1981/1982; 1982/1983 ausgestellt auf der IX. Kunstausstellung der DDR)[4]
- Titania liebt (Öl; 1987; im Bestand des Kunstarchiv Beeskow)[5]

### Grafik (Auswahl)
- Graphik-Zyklus zu Hölderlins „Hyperion“, u. a. Selene (Ätzradierung, Aquatinta, 1980/1981; 1982/1983 ausgestellt auf der IX. Kunstausstellung der DDR)[4]
- Der Wald von Birnam (Macbeth. Bleistiftzeichnung; 1984; im Bestand der Ludwiggalerie Schloss Oberhausen)[4]
- Bildnis Franz Fühmann, „Der Wahrheit nachsinnen – viel Schmerz.“ (Lithografie, 1988)[6]

### Buchillustrationen (Auswahl)
- Friedrich Hölderlin: Hyperion. Buchverlag Der Morgen, Berlin, 1982 (mit Reproduktionen von 15 Radierungen; auch als Vorzugsausgabe mit einer Original-Radierung als Beigabe; Auflage 75 Ex.)
- Helmut Schmidt (Hrsg.): Der Rosengarten: Ein Chorbuch für drei gemischte Stimmen. Friedrich Hofmeister Musikverlag, Leipzig, 1989

## Einzelausstellungen (Auswahl)
- 1979 Zwickau, Galerie Dornhof (mit Wolfgang Peuker)
- 1983 Leipzig, Galerie Süd (Radierungen)
- 1984 Leipzig, Klub der Intelligenz „Gottfried-Wilhelm-Leibniz“
- 2018/2019 Naumburg, Nietzsche-Dokumentationszentrum („Der Raum zwischen uns / über die Natur die wir teilen.“ Malerei und Grafik. Mit Kathrin Henschler und Hartmut Kiewert)